# Campeonato Mundial de Judô Masculino de 1979
O Campeonato Mundial de Judô de 1979 foi a 10° edição do Campeonato Mundial de Judô, realizada em Paris, França, em 6 a 9 de dezembro de 1979. O último torneio em 1977 tinha sido cancelado.

## Medalhistas

### Homens
| Evento | Ouro               | Prata                       | Bronze                           |
| ------ | ------------------ | --------------------------- | -------------------------------- |
| -60 kg | Thierry Rey        | Koa Woo-Jong                | Felice Mariani Yasuhiko Moriwaki |
| -65 kg | Nikolai Solodukhin | Yves Delvingt               | Janusz Pawłowski Kyosuke Sahara  |
| -71 kg | Ezio Gamba         | Neil Adams Tamaz Namgalauri |                                  |
| -78 kg | Shozo Fujii        | Bernard Tchoullouyan        | Harald Heinke Park Young-Chul    |
| -86 kg | Detlef Ultsch      | Michel Sanchis              | Walter Carmona Masao Takahashi   |
| -95 kg | Tengiz Khubuluri   | Robert van de Walle         | Gunther Neureuther Henk Numan    |
| +95 kg | Yasuhiro Yamashita | Jean-Luc Rougé              | Cho Jae-gi Imre Varga            |
| Aberto | Sumio Endo         | Vitali Kusnetnov            | Radomir Kovacevic Jean-Luc Rougé |

### Quadro de Medalhas
| Ordem | País              | Medalha de ouro | Medalha de prata | Medalha de bronze | Total |
| ----- | ----------------- | --------------- | ---------------- | ----------------- | ----- |
| 1     | Japão             | 4               | 0                | 3                 | 7     |
| 2     | União Soviética   | 2               | 1                | 1                 | 4     |
| 3     | França            | 1               | 4                | 1                 | 6     |
| 4     | Alemanha Oriental | 1               | 0                | 1                 | 2     |
| 5     | Coreia do Sul     | 0               | 1                | 2                 | 3     |
| 6     | Itália            | 0               | 1                | 1                 | 2     |
| 7     | Bélgica           | 0               | 1                | 0                 | 1     |
| 8     | Polónia           | 0               | 0                | 1                 | 1     |
| 8     | Grã-Bretanha      | 0               | 0                | 1                 | 1     |
| 8     | Brasil            | 0               | 0                | 1                 | 1     |
| 8     | Alemanha          | 0               | 0                | 1                 | 1     |
| 8     | Países Baixos     | 0               | 0                | 1                 | 1     |
| 8     | Hungria           | 0               | 0                | 1                 | 1     |
| 8     | Iugoslávia        | 0               | 0                | 1                 | 1     |